# Восходящая ободочная кишка человека
Восходя́щая ободо́чная кишка́ (лат. colon ascendens) — начальная часть ободочной кишки (являющейся, в свою очередь, отделом толстой кишки), продолжение слепой кишки. Дальнейшим продолжением восходящей части ободочной кишки является поперечная ободочная кишка.

## Функции
Восходящая ободочная кишка не принимает непосредственного участия в пищеварении. Её функции, как и других отделов толстой кишки, заключаются во всасывании воды и электролитов, чтобы относительно жидкий химус, попадающий из тонкой кишки в толстую, превращался в более густой кал.

## Расположение
Восходящая ободочная кишка располагается в правой части брюшной полости. Её положение непостоянно. В вертикальном положении тела начальная часть восходящей ободочной кишки направляется вверх, продолжая слепую кишку. Область перехода восходящей ободочной кишки в поперечную ободочную кишку называется правым (печеночным) изгибом ободочной кишки (лат. flexura coli dextra). Восходящую ободочную кишку спереди и с боков покрывает брюшина (то есть кишка располагается мезоперитонеально).

## Строение
Длина восходящей ободочной кишки — около 24 см. Внутренний диаметр кишки — около 7 см.
На границе восходящей ободочной и слепой кишок расположен сфинктер Бузи (синонимы: колоцекальный Сфинктер Бузи, слепокишечновосходящий сфинктер).

## Сфинктер Гирша
Сфинктером Гирша называется утолщение мышечной оболочки восходящей ободочной кишки на границе её средней и верхней трети. Факт существования сфинктера в этом месте не является общепризнанным. Назван в честь австрийского хирурга Гирша (нем. J.S. Hirsch).